# 1011
1011 (MXI) var ett normalår som började en måndag i den julianska kalendern.

## Händelser

### Januari
- Kejsare Sanjo tillträder Japans tron.

## Födda
- Robert I av Burgund (död 1076)
- Shao Yong, filosof, kosmolog, poet och historiker (död 1077)

## Avlidna
- 23 februari – Willigis, ärkebiskop av Mainz.[1]
- 12 maj – Sergius IV, påve.[1]
- 21 november – Reizei, japansk kejsare.
- Ichijo, japansk kejsare.
- Mahendradatta, drottning av Bali.

### Fotnoter
1. 1 2  ”Chronology of World History”. Arkiverad från originalet den 12 oktober 2011. https://www.webcitation.org/62NLU2AIL?url=http://www.islandnet.com/~KPOLSSON/worldhis/wor1000.htm. Läst 18 juli 2011.